# Rhyacophila coloradensis
Rhyacophila coloradensis là một loài Trichoptera trong họ Rhyacophilidae. Chúng phân bố ở miền Tân bắc.